# Redwick (Newport)
Redwick (en gal·lès: Y Redwig) és un poble petit i una comunitat parroquial situada a la costa, a la regió de Gwent, a Gal·les, al Regne Unit. Comparteix denominació amb un poble que es troba a la regió de Gloucestershire, al sud-est d'Anglaterra, però no s'ha trobat cap font que afirmi la relació entre aquests dos pobles.
A més de ser una ciutat costanera, es troba a prop del canal de Bristol i de l'estuari del riu Severn. Redwick es troba al sud-oest de la localitat Caldicot, a Monmouthshire i a uns 10 km al sud-est de la ciutat de Newport. Redwick pertany a l'àrea de govern de Newport.

## Punts d'interès de Redwick i voltants
L'entorn i l'activitat agrícola fan que Redwick hagi esdevingut un poble rural, característic pels seus paisatges naturals. A més, el poble també gaudeix d'unes vistes costaneres espectaculars i els seus voltants ofereixen llargues passejades per la natura, ja que camp i costa es combinen en un únic paisatge.
Tot i així, hi ha una sèrie d'edificis emblemàtics que destaquen per les seves característiques arquitectòniques. Un clar exemple és l'església del segle xii de l'apòstol Sant Tomàs, situada a prop als pantans de Caldicot i Wentlog. Declarat l'edifici intacte més antic de tot el poble, destaca per la seva arquitectura, ja que segueix les pautes pròpies de l'estil medieval, a més de tenir una forma més allargada que la de les esglésies que es troben pels voltants.
La font baptismal que hi ha a dins de l'església, que data del segle xiii és un dels pocs elements conservats de l'església. També destaca la presència d'un òrgan coral d'estil victorià que ja havia estat en dues altres esglésies. A la façana del sud hi ha un rellotge solar, molt semblant al que es troba a prop del poble de Goldcliff. També s'ha conservat la marca que indica el nivell de l'aigua de les inundacions causades pel desbordament del canal de Bristol, l'any 1607.
A la torre central, que se situa en el pinacle de l'església, s'hi troba el campanar, compost de sis campanes, de les quals se sap que la quarta i la cinquena són fruit de la pre-reforma protestant de Bristol, que data aproximadament de 1350-1380. Són unes de les campanes més antigues en funcionament que hi ha al Regne Unit. La campana més nova del conjunt és la triple campana. És la campana més lleugera, a causa dels materials amb els quals ha estat elaborada. Es va incorporar al conjunt de campanes amb motiu de la celebració del quarantè aniversari al tron de la reina Elisabet II. L'església va ser restaurada l'any 1875, obra de l'arquitecte John Norton, que més tard va participar en la construcció de la capella de Tyntesfield, a Somerset
Durant la Segona Guerra Mundial l'església va rebre l'atac per part dels alemanys amb la bomba Lufwaffe. L'atac va malmetre bastant l'església, excepte el finestral de la cara est, que és l'únic que està fet a base de vidres tintats i data del 1870.
Tot i que l'església és l'atractiu principal de Redwick, el poble té la sort de comptar amb altres punts d'interès cultural. Només cal veure les nombroses granges que hi ha al llarg de tot el poble, de finals del segle xviii, que proporcionen una idea de l'estil de vida que es duia el 1900. Alguns exemples d'aquestes granges són The Bryn o The Church House Farm. Tot i així els primers registres de l'església demostren que ja hi havia una granja l'any 1450, que se la coneixia com a Whitehall Farm. La façana principal d'estil georgià es va construir als voltants de 1795 per encàrrec del diputat William Phillips. La va construir per celebrar el retorn del seu fill al Regne Unit, després d'haver format part del procés de colonització d'Amèrica. No obstant això, el seu fill, mai no en va tornar, ja que el vaixell que el duia a casa va quedar destrossat després de travessar una tempesta i es va enfonsar abans d'arribar al Regne Unit. La Whitehall Farm és actualment un hostal.
Un altre punt d'interès turístic és el museu Cider House on es troben exposats diversos objectes de gran antiguitat que van pertànyer als primers nuclis de població que es van assentar a Redwick.
A prop de Redwick es troba el camp de golf més gran de la regió de Gwent, el Celtic Manor Resort, on se celebren campionats britànics i internacionals durant tot l'any.

## Història
Tot i ser un poble petit, Redwick té una història molt variada, fruit de les diverses civilitzacions que s'hi van anar instal·lant al llarg dels segles. Un estudi que es va realitzar als pantans de Gwent assegura que la població de Rewdick té orígens normands, ja que hi ha evidències que ho demostren. També se sap, gràcies a l'arquitectura d'alguns edificis i als registres de l'església de l'apòstol Sant Tomàs, que Redwick va ser un dels assentaments medievals poblats més important de la regió de Gwent.
A causa de la seva situació a prop de rius i de la costa, Redwick ha esdevingut un punt d'interès d'estudis arqueològics i geològics que han permès descobrir informació sobre la prehistòria d'aquest poble. Per exemple, es van examinar les mostres d'insectes que s'havien trobat a les cases de fusta de la costa de Redwick. També es van fer excavacions en quatre construccions del Bronze Mitjà a la zona intermareal de la torva del poble. L'arqueòleg Martin Bell, juntament amb alguns companys de la University of Reading, van estudiar el canvi ambiental de la costa de Redwick de les èpoques del Mesolític i el Neolític.
No només l'arqueologia rebel·la alguns secrets de la història de Redwick. Els registres de l'església, que daten de 1787, descriuen alguns dels processos legals que es duien a terme en aquella època, com per exemple en un document es descriu l'execució de l'últim home a la forca pel robatori d'una ovella a Monmoutshire.